# Зубков, Иван Сидорович
Иван Сидорович Зубков (1914—1992) — подполковник Советской Армии, участник Великой Отечественной войны, Герой Советского Союза (1944).

## Биография
Иван Зубков родился 15 сентября 1914 года на хуторе Захаровщина (ныне — Галушки Лебединского района Сумской области Украины). Окончил семь классов школы, после чего работал на строительстве ГРЭС в Ткварчели Абхазской АССР. В октябре 1936 года Зубков был призван на службу в Рабоче-крестьянскую Красную Армию. В 1939 году он окончил Горьковское военно-политическое училище. С апреля 1942 года — на фронтах Великой Отечественной войны. Принимал участие в боях на Брянском, Воронежском и 1-м Украинском фронтах, три раза был ранен. К августу 1944 года гвардии майор Иван Зубков командовал моторизованным батальоном автоматчиков 51-й гвардейской танковой бригады 6-го гвардейского танкового корпуса 3-й гвардейской танковой армии 1-го Украинского фронта. Отличился во время освобождения Польши.
В ночь с 31 июля на 1 августа 1944 года батальон Зубкова переправился через Вислу в районе города Баранув-Сандомирски и к вечеру продвинулся на 14 километров к западу. За период боёв с 1 по 15 августа 1944 года бойцы батальона уничтожили 5 вражеских танков, 4 бронетранспортёра, 2 батареи миномётов, несколько сотен солдат и офицеров.
Указом Президиума Верховного Совета СССР от 23 сентября 1944 года за «успешное форсирование Вислы и удержание захваченного плацдарма, умелое руководство подразделением в боях против немецких захватчиков» гвардии майор Иван Зубков был удостоен высокого звания Героя Советского Союза с вручением ордена Ленина и медали «Золотая Звезда» за номером 4643.
После окончания войны Зубков продолжил службу в Советской Армии. В 1950 году он окончил курсы усовершенствования офицерского состава. В 1955 году в звании подполковника был уволен в запас. Проживал и работал в посёлке Катеринополь Черкасской области, умер 12 января 1992 года.
Был также награждён орденами Красного Знамени, Кутузова 3-й степени, Александра Невского, Отечественной войны 1-й степени, Красной Звезды, «Знак Почёта», рядом медалей.